# Hjältarna av vidovdans kapell
Hjältarna av vidovdans kapell (serbiska: Капела видовданских хероја/Kapela vidovdanskih heroja) är ett serbisk-ortodoxt kapell och mausoleum beläget vid en kyrkogård, i staden Sarajevo, i Bosnien och Hercegovina.
Kapellet är helgat åt den religiösa högtiden vidovdan.

## Historik
Hjältarna av vidovdans kapell stod färdigt år 1939 och den genomgick en renovering 2019.

## Gravar
Inne i kapellets krypta finns kvarlevorna av Gavrilo Princip, men även av andra personer som deltog i Skotten i Sarajevo den 28 juni 1914.
Förutom Gavrilo Princip är även elva andra personer begravda i kapellet: Bogdan Žerajić, Vladimir Gaćinović, Nedeljko Čabrinović, Danilo Ilić, Veljko Čubrilović, Neđo Kerović, Mitar Kerović, Mihajlo Miško Jovanović, Jakov Milović, Trifko Grabež och Marko Perin.

## Bilder

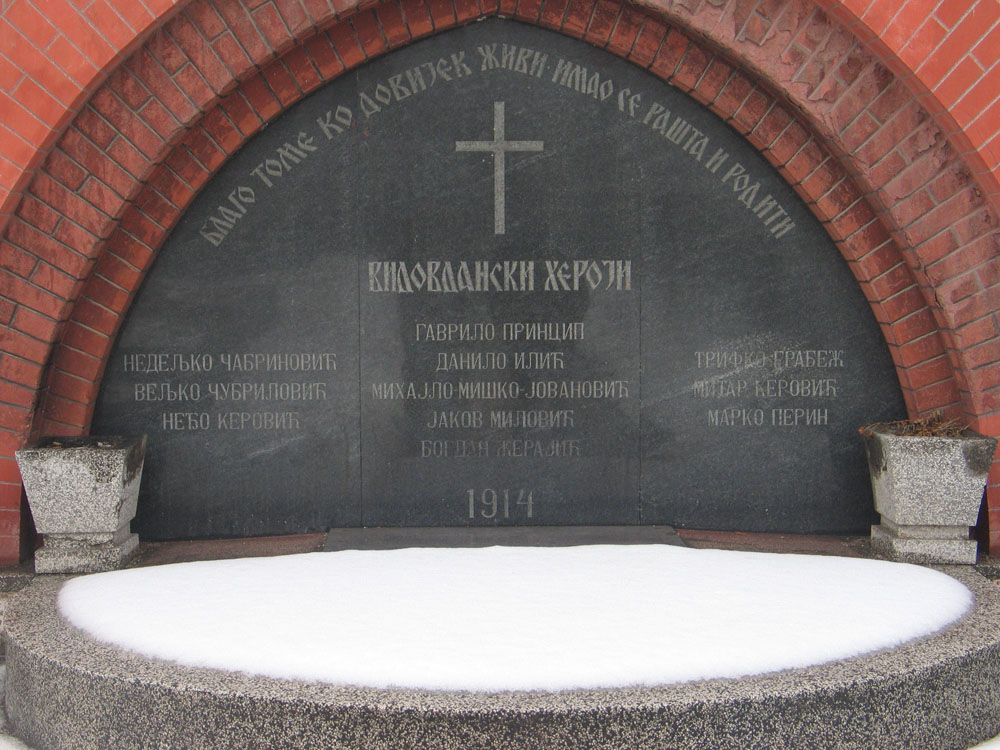
Kapellets minnesmärke.